# Якубково (Ґолюбсько-Добжинський повіт)
Якубково (пол. Jakubkowo) — село в Польщі, у гміні Радомін Ґолюбсько-Добжинського повіту Куявсько-Поморського воєводства.
Населення — 67 осіб (2011).
У 1975-1998 роках село належало до Торунського воєводства.

## Демографія
Демографічна структура станом на 31 березня 2011 року:
|          | Загалом | Допрацездатний вік | Працездатний вік | Постпрацездатний вік |
| -------- | ------- | ------------------ | ---------------- | -------------------- |
| Чоловіки | 32      | 11                 | 16               | 5                    |
| Жінки    | 35      | 7                  | 18               | 10                   |
| Разом    | 67      | 18                 | 34               | 15                   |